# José Ramón Larraz Gil
José Ramón Larraz Gil (Barcelona, 1929 - Màlaga, 3 de setembre de 2013), conegut sota pseudònim de Joseph Larraz, va ser un director de cinema i historietista espanyol. Va usar pseudònims com Dan Deaubenay, Gil, Gilles i Joseph Larraz.

## Biografia
Larraz va començar una carrera com historietista en els còmics d'Edicions Cliper, situada a la seva ciutat natal.
Va passar després a França i Bèlgica, on va treballar de fotògraf de moda.
Va començar a dirigir pel·lícules a Anglaterra, i va arribar a representar a aquest país en el Festival de Cannes amb Symptons en 1974.
En 1976 va retornar a Espanya, amb pel·lícules tan famoses com a Polvos mágicos.
Els seus últims treballs van ser coproduïts per Espanya i Estats Units, retirant-se del cinema en 1992, amb 63 anys.
En 2012 EDT va publicar les seves memòries amb el subtítol de Del tebeo al cine, con mujeres de película.
Va morir a Màlaga el 3 de setembre de 2013, als 84 anys.

## Obra
Historietística
| Anys | Títol                             | Guionista      | Tipus                            | Publicació |
| ---- | --------------------------------- | -------------- | -------------------------------- | ---------- |
| 1952 | Aventuras de Wilkens              | Larraz         | Sèrie                            | Alcotán    |
| 1952 | Castigo del Ártico                | Larraz         | Sèrie                            | Nicolás    |
| 1952 | Ray Walker, el hombre del asfalto | Larraz         | Sèrie                            | Nicolás    |
| 1952 | Duncan Foster                     | Larraz         | Sèrie                            | El Coiot   |
| 1953 | Vivian, Pecas, Janet y Pipa       | Larraz         | Sèrie                            | Florita    |
| 1954 | Pipa, Pipo y sus amigas           | Larraz         | Sèrie                            | Florita    |
| 1954 | Guillermo, el perro y el Capi     | Larraz         | Sèrie                            | Yumbo      |
| 1954 | El Coyote                         | José Mallorquí | Sèrie                            | El Coyote  |
| 1954 | Guillermo, el perro y el Capi     | Larraz         | Sèrie                            | Yumbo      |
|      | Larraz                            | Larraz         | Sèrie                            |            |
|      | Le Corsaire                       | Larraz         | Sèrie                            |            |
| 1968 | Los guerrilleros                  | Larraz         | Sèrie dibuixada per Jesús Blasco | Spirou     |
|      | Paul Foran                        | Larraz         | Sèrie                            | Spirou     |
|      | Mikael                            | Larraz         | Sèrie                            | Spirou     |
|      | Cristian Vanel                    | Larraz         | Sèrie                            | Spirou     |

Cinematogràfica
| Anys | Títol                                |
| ---- | ------------------------------------ |
| 1969 | Whirpool                             |
| 1972 | La muerte incierta                   |
| 1972 | Emma, puertas oscuras                |
| 1972 | Judas, toma tus monedas              |
| 1973 | The House That Vanished              |
| 1974 | Las hijas de Drácula                 |
| 1976 | El fin de la inocencia               |
| 1977 | El mirón                             |
| 1977 | Luto riguroso                        |
| 1977 | Juventud, divino tesoro              |
| 1978 | El periscopio                        |
| 1978 | Jugar con fuego                      |
| 1978 | La visita del vicio                  |
| 1979 | La ocasión                           |
| 1979 | Polvos mágicos                       |
| 1979 | Estigma                              |
| 1981 | La momia nacional                    |
| 1981 | Las alumnas de madame Olga           |
| 1982 | Los ritos sexuales del diablo        |
| 1983 | Juana la loca... de vez en cuando    |
| 1987 | Descanse en piezas                   |
| 1991 | El filo del hacha                    |
| 1993 | Una chica entre un millón            |
| 1994 | Sevilla Connection                   |
| 2002 | Viento del pueblo (Miguel Hernández) |